# Antiche unità di misura del circondario di Pavia

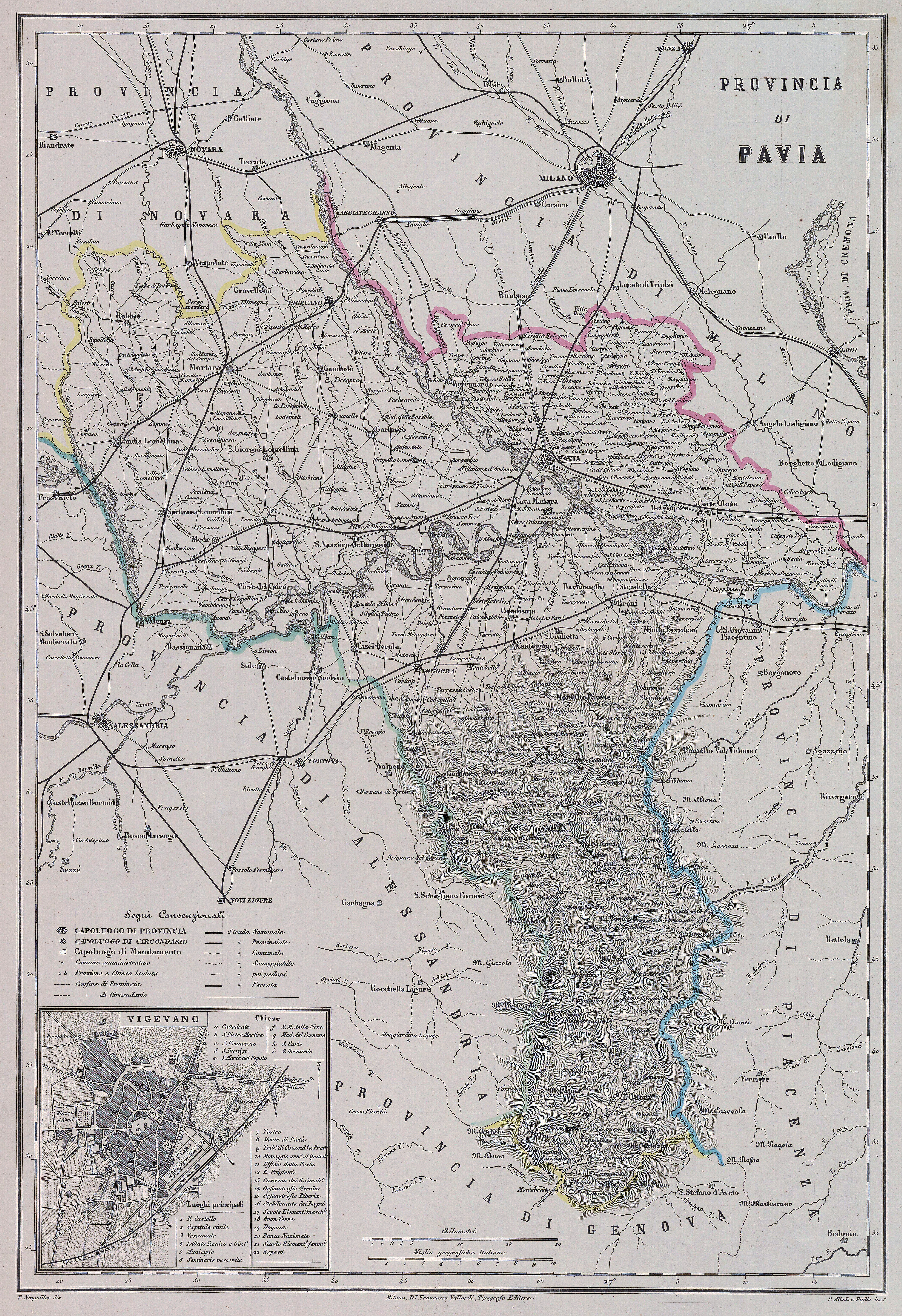
Mappa con indicazione dei confini del circondario di Pavia nel 1868 circa

Sono qui riportate le conversioni tra le antiche unità di misura in uso nel circondario di Pavia e il sistema metrico decimale, così come stabilite ufficialmente nel 1877.
Nonostante l'apparente precisione nelle tavole, in molti casi è necessario considerare che i campioni utilizzati (anche per le tavole di epoca napoleonica) erano di fattura approssimativa o discordanti tra loro.

## Misure di lunghezza
| Comuni | Denominazione             | Valore   | Unità |
| --- | ------------------------- | -------- | ----- |
| Pavia e comuni del contado pavese | Trabucco pavese           | 2,831725 | m     |
| Pavia e comuni del contado pavese | Piede                     | 0,471954 | m     |
| Pavia e comuni del contado pavese | Braccio pavese            | 0,629272 | m     |
| Pavia e comuni del contado pavese | Braccio milanese          | 0,594936 | m     |
| Cavagnera, Landriano, Mandrino, Pairana, Siziano, Vidigulfo | Trabucco milanese         | 2,611110 | m     |
| Cavagnera, Landriano, Mandrino, Pairana, Siziano, Vidigulfo | Piede                     | 0,435185 | m     |
| Cavagnera, Landriano, Mandrino, Pairana, Siziano, Vidigulfo | Braccio milanese          | 0,594936 | m     |
| Bascapè, Misano Olona, Torre Vecchia Pia, Vairano, Marzano, Vistarino, Badia, Chignolo Po, Copiano, Genzone, Gerenzago, Inverno, Magherno, Miradolo, Monte Bolognola, Monteleone sui Colli Pavesi, Santa Cristina e Bissone, Torre d'Arese, Villanterio, Monticelli Pavese | Braccio milanese          | 0,594936 | m     |
| Bascapè, Misano Olona, Torre Vecchia Pia, Vairano, Marzano, Vistarino, Badia, Chignolo Po, Copiano, Genzone, Gerenzago, Inverno, Magherno, Miradolo, Monte Bolognola, Monteleone sui Colli Pavesi, Santa Cristina e Bissone, Torre d'Arese, Villanterio, Monticelli Pavese | Braccio lodigiano da seta | 0,667697 | m     |
| Bascapè, Misano Olona, Torre Vecchia Pia, Vairano, Marzano, Vistarino, Badia, Chignolo Po, Copiano, Genzone, Gerenzago, Inverno, Magherno, Miradolo, Monte Bolognola, Monteleone sui Colli Pavesi, Santa Cristina e Bissone, Torre d'Arese, Villanterio, Monticelli Pavese | Trabucco milanese         | 2,611110 | m     |
| Bascapè, Misano Olona, Torre Vecchia Pia, Vairano, Marzano, Vistarino, Badia, Chignolo Po, Copiano, Genzone, Gerenzago, Inverno, Magherno, Miradolo, Monte Bolognola, Monteleone sui Colli Pavesi, Santa Cristina e Bissone, Torre d'Arese, Villanterio, Monticelli Pavese | Trabucco lodigiano        | 2,731995 | m     |
| Bornasco, Zeccone, Baselica Bologna, Berbguardo, Carpignago, Casorate Primo, Vellezzo Bellini, Giussago, Pissarello, Rognano, Trivolzio, Trovo, Turago Bordone, Zelata | Trabucco pavese           | 2,831725 | m     |
| Bornasco, Zeccone, Baselica Bologna, Berbguardo, Carpignago, Casorate Primo, Vellezzo Bellini, Giussago, Pissarello, Rognano, Trivolzio, Trovo, Turago Bordone, Zelata | Trabucco milanese         | 2,611110 | m     |
| Bornasco, Zeccone, Baselica Bologna, Berbguardo, Carpignago, Casorate Primo, Vellezzo Bellini, Giussago, Pissarello, Rognano, Trivolzio, Trovo, Turago Bordone, Zelata | Braccio pavese            | 0,629272 | m     |
| Bornasco, Zeccone, Baselica Bologna, Berbguardo, Carpignago, Casorate Primo, Vellezzo Bellini, Giussago, Pissarello, Rognano, Trivolzio, Trovo, Turago Bordone, Zelata | Braccio milanese          | 0,594936 | m     |
| Albuzzano, Vistarino, Filighera, Cura, Carpignano, Ceranova, Roncaro, Corte Olona, Costa de' Nobili, Pieve Porto Morone, Spessa | Trabucco pavese           | 2,831725 | m     |
| Albuzzano, Vistarino, Filighera, Cura, Carpignano, Ceranova, Roncaro, Corte Olona, Costa de' Nobili, Pieve Porto Morone, Spessa | Trabucco lodigiano        | 2,731995 | m     |
| Albuzzano, Vistarino, Filighera, Cura, Carpignano, Ceranova, Roncaro, Corte Olona, Costa de' Nobili, Pieve Porto Morone, Spessa | Braccio milanese          | 0,594936 | m     |
| Albuzzano, Vistarino, Filighera, Cura, Carpignano, Ceranova, Roncaro, Corte Olona, Costa de' Nobili, Pieve Porto Morone, Spessa | Braccio pavese            | 0,629272 | m     |
| Albuzzano, Vistarino, Filighera, Cura, Carpignano, Ceranova, Roncaro, Corte Olona, Costa de' Nobili, Pieve Porto Morone, Spessa | Braccio lodigiano         | 0,667697 | m     |
| Mandamenti di Cava Manara e Sannazzaro dei Burgondi | Trabucco milanese         | 2,611110 | m     |
| Mandamenti di Cava Manara e Sannazzaro dei Burgondi | Trabucco pavese           | 2,831725 | m     |
| Mandamenti di Cava Manara e Sannazzaro dei Burgondi | Braccio milanese          | 0,594936 | m     |
| Mandamenti di Cava Manara e Sannazzaro dei Burgondi | Braccio pavese            | 0,629272 | m     |
| Mandamenti di Cava Manara e Sannazzaro dei Burgondi | Braccio lungo da tela     | 0,668787 | m     |
| Mandamenti di Cava Manara e Sannazzaro dei Burgondi | Braccio corto da seta     | 0,528000 | m     |
| Mandamenti di Cava Manara e Sannazzaro dei Burgondi | Raso piemontese           | 0,600137 | m     |

Il trabucco si divide in 6 piedi, il piede in 12 once, l'oncia in 12 punti, il punto in 12 atomi. Il trabucco è la base delle misure agrarie.
Il braccio pavese corrisponde a 16 once del trabucco.
Il braccio milanese detto anticamente da fabbrica e da legname fu dichiarato unico legale in Lombardia con editti 30 giugno e 31 agosto 1781. Si divide in 12 once, l'oncia in 12 punti, il punto in 12 atomi.
Il braccio è misura architettonica e mercantile.
Negli usi mercantili il braccio si divide comunemente in metà, terzi, quarti, sesti, ottavi, ecc.
L'uso del braccio di Pavia, conservatosi in parecchi comuni del circondario, era in altri assai diminuito e quasi scomparso per far luogo al braccio di Milano che si usa di preferenza nella stessa città di Pavia.
Il trabucco milanese, base delle misure agrarie, si divide in 6 piedi, il piede in 12 once, l'oncia in 12 punti, il punto in 12 atomi. Due trabucchi fanno una gettata.
Il braccio lodigiano si divide in 12 once, l'oncia in 12 punti, il punto in 12 atomi.
Negli usi mercantili si divide comunemente in metà, terzi, quarti, ecc.
Il trabucco lodigiano, base delle misure agrarie, si divide in 6 piedi, il piede in 12 once, l'oncia del piede in 12 punti, il punto in 12 atomi.

## Misure di superficie
| Comuni                                                                   | Denominazione      | Valore   | Unità |
| ------------------------------------------------------------------------ | ------------------ | -------- | ----- |
| Tutti i comuni                                                           | Braccio quadrato   | 0,353949 | m²    |
| Tutti i comuni                                                           | Braccio da legname | 1,415798 | m²    |
| Tutti i comuni                                                           | Pertica pavese     | 769,7918 | m²    |
| Siziano, Bornasco, e mandamenti di Cava Manara e Sannazzaro dei Burgondi | Pertica milanese   | 654,5179 | m²    |
| Castel Lambro, Barona (borgate)                                          | Pertica lodigiana  | 716,5243 | m²    |
| Mandamenti di Cava Manara e Sannazzaro dei Burgondi                      | Quadretto pavese   | 0,395983 | m²    |
| Mandamenti di Cava Manara e Sannazzaro dei Burgondi                      | Braccio d'asse     | 1,583934 | m²    |

Il braccio quadrato è di 144 once quadrate. Il braccio da legname è largo un braccio e lungo quattro, e corrisponde così a 4 braccia quadrate.
La pertica pavese si divide in 24 tavole. La tavola è di 4 trabucchi quadrati, e si divide in 12 piedi di tavola, il piede di tavola in 12 once di tavola, l'oncia in 12 punti, il punto in 12 atomi di tavola.
La pertica milanese si divide in 24 tavole, la tavola in 4 trabucchi quadrati.
La pertica lodigiana si divide in 24 tavole, la tavola in 4 trabucchi quadrati, ovvero in 144 piedi quadrati.

## Misure di volume
| Comuni                                              | Denominazione            | Valore   | Unità |
| --------------------------------------------------- | ------------------------ | -------- | ----- |
| Tutti i comuni                                      | Braccio milanese cubo    | 210,577  | L     |
| Tutti i comuni                                      | Braccio pavese cubo      | 249,181  | L     |
| Tutti i comuni                                      | Braccio o carro da legna | 3369,238 | L     |
| Mandamenti di Cava Manara e Sannazzaro dei Burgondi | Pilotto o carro pavese   | 210,577  | L     |

Il braccio cubo dicesi anche quadretto di volume.
Il braccio o carro da legna corrisponde a 16 braccia cube milanesi.
Il pilotto corrisponde a 16 braccia cube pavesi.

## Misure di capacità per gli aridi
| Comuni                                              | Denominazione   | Valore   | Unità |
| --------------------------------------------------- | --------------- | -------- | ----- |
| Pavia e comuni del contado pavese                   | Sacco           | 122,2633 | L     |
| Siziano, Bornasco                                   | Moggio milanese | 146,2343 | L     |
| Castel Lambro, Barona (borgate)                     | Sacco lodigiano | 158,9566 | L     |
| Mandamenti di Cava Manara e Sannazzaro dei Burgondi | Sacco raso      | 120,0000 | L     |
| Mandamenti di Cava Manara e Sannazzaro dei Burgondi | Sacco colmo     | 135,0000 | L     |

Il sacco di Pavia si divide in 6 mine, la mina in 2 quartari, il quartaro in 6 coppi.
La mina si divide anche in 8 minelle.
Il moggio milanese si divide in 8 staia, lo staio in 4 quartari, il quartaro in 2 minelle.
Il sacco lodigiano si divide in 8 staia, lo staio in 4 quartari.
Il sacco raso di Cava Manara e Sannazzaro dei Burgondi si divide in 8 emine rase, l'emina in 8 eminelle, l'eminella in 2 coppi.
4 eminelle fanno un quartaro.
Il sacco colmo si divide in 8 emine colme, l'emina colma si considera di 9 eminelle rase.

## Misure di capacità per i liquidi
| Comuni                          | Denominazione    | Valore   | Unità |
| ------------------------------- | ---------------- | -------- | ----- |
| Tutti i comuni                  | Brenta           | 71,4427  | L     |
| Siziano, Bornasco               | Brenta milanese  | 75,55544 | L     |
| Castel Lambro, Barona (borgate) | Brenta lodigiana | 66,2030  | L     |

La brenta di Pavia si divide in 6 secchie, la secchia in 8 pinte, la pinta in 2 boccali.
La brenta di Milano si divide in 3 staia, lo staio in 4 quartari, il quartaro in 8 boccali, il boccale in 4 zaine.
La brenta lodigiana si divide in 80 boccali, il boccale in 4 zaine.

## Pesi
| Comuni                                              | Denominazione            | Valore  | Unità |
| --------------------------------------------------- | ------------------------ | ------- | ----- |
| Pavia e comuni del contado pavese                   | Libbra piccola           | 318,725 | g     |
| Pavia e comuni del contado pavese                   | Libbra grossa            | 743,692 | g     |
| Siziano, Bornasco                                   | Libbra piccola di Milano | 326,793 | g     |
| Siziano, Bornasco                                   | Libbra grossa di Milano  | 762,517 | g     |
| Castel Lambro, Barona (borgate)                     | Libbra piccola di Lodi   | 320,735 | g     |
| Castel Lambro, Barona (borgate)                     | Libbra grossa di Lodi    | 748,381 | g     |
| Mandamenti di Cava Manara e Sannazzaro dei Burgondi | Libbra piccola           | 319,380 | g     |
| Mandamenti di Cava Manara e Sannazzaro dei Burgondi | Libbra grossa            | 745,220 | g     |

La libbra piccola di Pavia si divide in 12 once. La libbra grossa in 28 once.
25 libbre piccole fanno un rubbo.
100 libbre grosso fanno un fascio.
La libbra piccola di Milano è di 12 once. La libbra grossa di 28 once. L'oncia si divide in 24 denari, il denaro in 24 grani.
10 libbre grosse fanno un peso. 100 libbre grosse fanno un fascio o centinaio.
25 libbre piccole fanno il rubbo.
100 libbre piccole fanno un quintale.
La libbra piccola di Lodi si divide in 12 once. La libbra grossa in 28 once, l'oncia in 24 denari, il denaro in 24 grani.
25 libbre piccole fanno il rubbo detto anche peso.
100 libbre grosse fanno un fascio.
La libbra piccola di Cava Manara è di 12 once, la libbra grossa di once 28.
25 libbre fanno il rubbo. 12 rubbi fanno il moggio da carbone.